# Peskadory
Peskadory (chiń. trad. 澎湖群島; pinyin Pénghú Qúndăo; pe̍h-ōe-jī Phêⁿ-ô·-kûn-tó, Wyspy Rybackie od port. pescador – rybak) – należący do Republiki Chińskiej (powszechnie znanej jako Tajwan) archipelag składający się z 90 wysepek (ze skał magmowych) i raf koralowych znajdujących się w Cieśninie Tajwańskiej. 
| Dane historyczne                        | Dane historyczne | Dane historyczne |
| Rok                                     | Ludność          | Zm., %           |
| --------------------------------------- | ---------------- | ---------------- |
| 1985                                    | 102 282          | –                |
| 1990                                    | 95 932           | −6,2%            |
| 1995                                    | 90 937           | −5,2%            |
| 2000                                    | 89 496           | −1,6%            |
| 2005                                    | 91 785           | 2,6%             |
| 2010                                    | 96 918           | 5,6%             |
| 2015                                    | 102 304          | 5,6%             |
| Powyższe dane nie mają podanego źródła! |                  |                  |

Położone na zachód od wyspy Tajwan, między morzami Południowochińskim i Wschodniochińskim. Ich łączna powierzchnia wynosi 141 km². Klimat podzwrotnikowy, monsunowy.
Wszystkie 64 wyspy tworzą powiat Peskadory (Penghu; 澎湖縣, Pénghú Xiàn), który w 2014 roku liczył 101 758 mieszkańców. Głównym ośrodkiem administracyjnym jest port Magong (na wyspie Penghu Dao; 澎湖島, Pénghú Dăo). Ludność zajmuje się głównie połowami i przetwórstwem ryb, zbieraniem wodorostów morskich i pereł, a także uprawą ryżu, orzeszków ziemnych i bananów.
Symbole powiatu:
- drzewo: fikus tępy
- kwiat: gailardia nadobna
- ptak: skowronek orientalny

## Podział administracyjny
Powiat Peskadory dzieli się na jedno miasto i pięć gmin wiejskich:
| Mapa    | Nazwa  | Nazwa w języku chińskim | Populacja (2014) | Powierzchnia (km²) |
| ------- | ------ | ----------------------- | ---------------- | ------------------ |
|         | Miasto |                         |                  |                    |
| Magong  | 馬公市 | 60 335                  | 33,9918          |                    |
| Gminy   |        |                         |                  |                    |
| Baisha  | 豐濱鄉 | 9799                    | 20,0875          |                    |
| Huxi    | 湖西鄉 | 14 315                  | 33,3008          |                    |
| Qimei   | 七美鄉 | 3754                    | 6,9868           |                    |
| Wang’an | 望安鄉 | 5117                    | 13,7824          |                    |
| Xiyu    | 西嶼鄉 | 8438                    | 18,7148          |                    |

## Turystyka
Narodowy Park Krajobrazowy Peskadorów powstał na początku lat 90. XX wieku i objął ochroną większość wysp i wysepek archipelagu. Od tego czasu turystyka stała się jednym z głównych źródeł dochodów powiatu.

## Transport
Peskadory są obsługiwane przez Port Lotniczy Magong w Magong i lotnisko Qimei w Qimei. Oba lotniska zostały otwarte w 1977 roku. Daily Air Corporation obsługuje loty między Peskadorami a Kaohsiung. 